# NGC 4121
NGC 4121 is een elliptisch sterrenstelsel in het sterrenbeeld Draak. Het hemelobject werd op 9 september 1866 ontdekt door de Duits-Deense astronoom Heinrich Louis d'Arrest.

## Synoniemen
- MCG 11-15-26
- ZWG 315.18
- NPM1G +65.0080
- PGC 38508